# St. Viti (Teutschenthal)

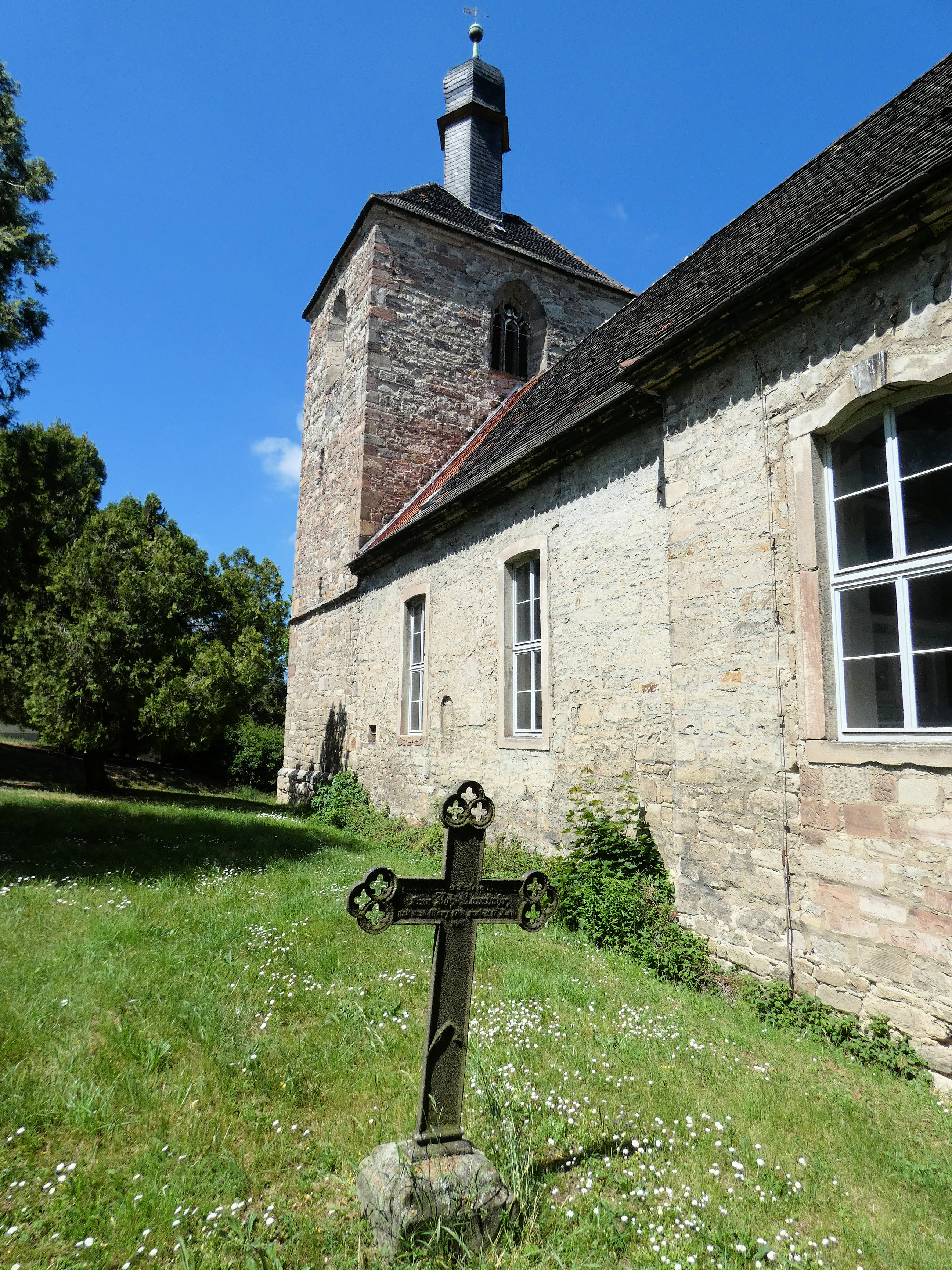
St. Viti in Unterteutschenthal, Ansicht von Südost

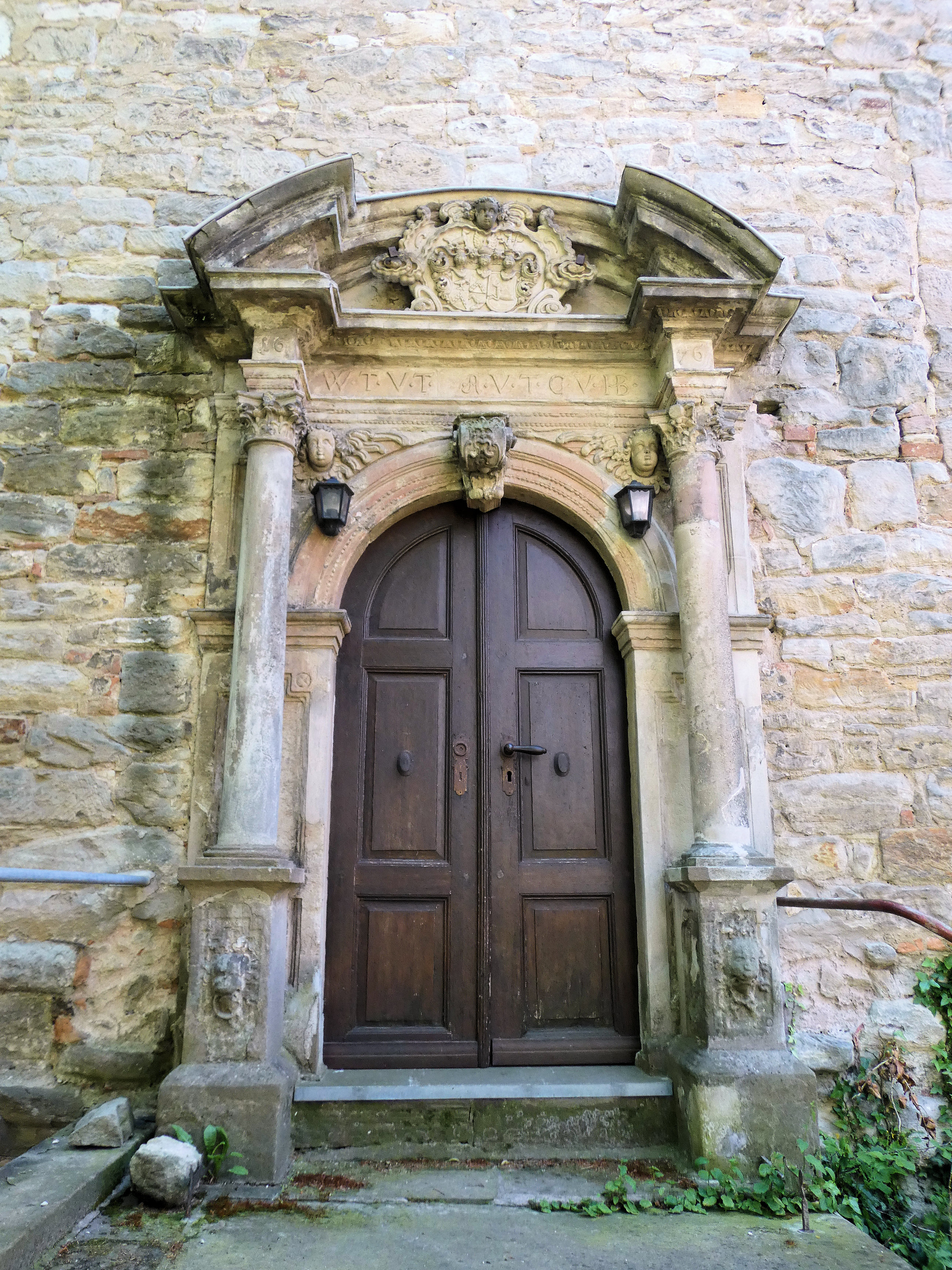
Eingangsportal an der Nordseite

St. Viti ist eine unter Denkmalschutz stehende evangelische Kirche in der Gemeinde Teutschenthal in Sachsen-Anhalt. Sie gehört, wie auch die Teutschenthaler St.-Laurentius-Kirche und die Kirchen der Ortsteile Eisdorf und Köchstedt zum Pfarrbereich Teutschenthal im Kirchenkreis Halle-Saalkreis der Evangelischen Kirche in Mitteldeutschland. Im örtlichen Denkmalverzeichnis ist sie unter der Erfassungsnummer 094 55629 als Baudenkmal verzeichnet.

## Geschichte
Das dem heiligen Vitus geweihte Kirchengebäude mit der Anschrift Albert-Heise-Straße 50 ist die Dorfkirche des früher selbständigen Dorfes Unterteutschenthal, das wiederum aus dem Kernort Oesnitz hervorging.
St. Viti wurde zur gleichen Zeit wie St. Laurentius in Deussen (später Oberteutschenthal) nach 1120 vom Kloster Kaltenborn errichtet und im Jahr 1129 vom Bischof von Halberstadt geweiht.
Der erste Umbau der im Dreißigjährigen Krieg stark beschädigten Kirche erfolgte 1675/1676. Der Grundherr Wolf Thilo von Trotha (1620–1683), der von seinem Vater Wolf Friedrich von Trotha (1593–1637) die Besitzungen in Teutschenthal geerbt hatte, ließ die größten Kriegsschäden beseitigen und das Kirchenschiff neu erbauen. Das wertvolle Hauptportal von 1676 an der Nordseite des Schiffs weist im Architrav seine Initialen und die seiner Frau, Anna geborene von Hakeborn, auf. Mittig über der Architravzone befinden sich die kunstvoll eingerahmten Wappen derer von Trotha und Hakeborn.
Ein zweiter maßgeblicher Umbau erfolgte 1740 durch seinen Sohn Thilo Lebrecht von Trotha auf Hecklingen (1675–1755). Dieser ließ das Kirchenschiff auf einem vergrößerten Grundriss erhöhen und eine Holztonne einfügen. Auch war er der Auftraggeber für den Nordanbau, der die Sakristei und den Aufgang zur Patronatsloge aufnahm. An dessen separaten Eingangsportal befinden sich unter den Wappendarstellungen ebenfalls die Initialen seines Namens und die seiner Frau, Amalie Elisabeth Gottliebe geborene von Pfuel. Die ehemals vorhandene Familiengruft wurde in den 1950er Jahren in Folge des Einbaus einer Gasheizung zerstört und die restlichen Särge entfernt.

## Architektur und Ausstattung
Die Kirche stellt sich heute als barocker Bruchsteinbau dar und gehört zum Typ der einschiffigen Saalkirchen mit einem Westturm, der vom Vorgängerbau aus der zweiten Hälfte des 15. Jahrhunderts übernommen und später mit einem Zeltdach und schlanker Haube versehen wurde. Er besitzt Spitzbogenfenster mit einfachem Maßwerk und ist bis zum Glockengestühl auf die Spätgotik zu datieren. Er enthält zwei historische Glocken:
- Die größere Glocke stammt von einem unbekannten Gießer aus dem 14. Jahrhundert, hat einen Durchmesser von 1174 mm und klingt mit dem Schlagton fis′.
- Die kleinere Glocke von 1482 stammt ebenfalls von einem unbekannten Gießer. Sie hat einen Durchmesser von 487 mm und klingt mit dem Ton h″.

Der Innenraum ist das Ergebnis der baulichen Veränderungen von 1740. Durch die Erhöhung der Decke mittels des Tonnengewölbes wurden die Voraussetzungen für den Einbau von doppelten Emporen, eines hohen Kanzelaltars sowie einer verglasten Patronatsloge an der Nordwand geschaffen. Die Kanzel wird von zwei Säulen, die mit einem darüber gelagerten Bogen eine Arkade bilden, eingerahmt. Zwei kunstvolle Holzfiguren, Moses und Jesus darstellend, die sich über den Türen zum Kanzelaufgang befanden, wurden 1996 gestohlen.
Der kunstvoll behauene steinerne Taufstein vor dem Kanzelaltar stammt aus der zweiten Hälfte des 15. Jahrhunderts. Er wurde 1740 aus der Kirche entfernt und nach Halle verbracht. 1922 kehrte er in die Kirche zurück.
Gegenüber der Loge befindet sich das Epitaph des Bruders von Thilo Lebrecht, Franz Casimir von Trotha (1679–1711), der den Neubau der Würdenburg veranlasste. Das Gemälde umgeben die Ahnenwappen der Familie.
Die erste Orgel geht auf das Jahr 1698 zurück und stammt aus der Werkstatt von Peter Herold aus Apolda. Das heutige Werk wurde von August Ferdinand Wäldner aus Halle erbaut. Sie verfügt über 16 Register auf zwei Manualen und Pedal. 1983 wurde das Instrument durch Orgelbauer Hildebrandt generalüberholt und dabei die Disposition verändert.
Im Aufgangsbereich zur Patronatsloge ist eine Gedenktafel für die Gefallenen des Ersten Weltkriegs angebracht.